# دلوریس آمبریج
دلوریس آمبریج (به انگلیسی: Dolores Umbridge) یک شخصیت‌های خیالی از مجموعه داستان‌های هری پاتر نوشته جی. کی. رولینگ است.  این یک شخصیت هماورد اصلی که در هری پاتر و محفل ققنوس  وارد می شود. او توسط وزارت سحر و جادو در هاگوارتز مستقر شد تا قدرت را از هری پاتر و آلبوس دامبلدور که به دنیای جادوگران بازگشت لرد ولدمورت اطلاع می دادند را بگیرد. علیرغم اینکه آمبریج به عنوان معلم دفاع در برابر جادوی سیاه منصوب شد اما اختیارات بیشتر شد و توسط وزیر جادو به عنوان «بازرس عالی» منصوب شد، آمبریج از تدریس هرچیز عملی در این درس خودداری می‌کرد و کار منجر به تشکیل ارتش دامبلدور به عنوان راهی برای یادگیری نحوه دفاع از خود دانش آموزان می‌شود. آمبریج به عنوان زنی چاق و وزغ مانند با دهانی گشاد و شل و معمولاً یک کمان بزرگ در میان موهایش توصیف شده است.